# علهان نهفان
علهان نهفان بن يريم أيمن بن أوسلة رفشان بن أعين الحاشدي الهمداني (نحو 130م - 200م): من ملوك سبأ، وتعود أصوله إلى حاشد من نسب همدان، وهو ابن الملك يريم أيمن.وينسب إلى أسعد الكامل بيتاً يقول فيه:«شمر يرعش خير الملوك، وعلهان نهفان قد أذكر»،وحكى عبيد بن شرية عن أسعد الكامل قوله:«علهان نهفان قد أذكر، فكان يهامن من بعدهم، له الحسب الضخم والمعشر».
تولى علهان نهفان عرش سبأ بعد الملك رب شمس نمران حوالي سنة 190م وفق تقدير البروفيسور نوربرت نيبس وكينيث كيتشن.لم يُعثر على أدلة أركيولوجية من فترة حكم الملك علهان نفهان المنفرد إلا على نقش يتيم واحد (Fa 71)، مما يدل أنها كانت قصيرة جداً، وربما تكون عام أو عامين كحد أقصى.أما النقوش التي تعود لحكم علهان نهفان مع أبنه شاعر أوتر المشترك، فهي في مجموعها لا تتجاوز ستة نقوش.بينما ترك لنا شاعر أوتر من عهده المنفرد أكثر من 35 نقشاً، أي من المرجح أن فترة حكم علهان نهفان بمجموعها منفرداً ومشاركاً ابنه، لا تتجاوز عشر سنوات، ولا تقل عن خمس سنوات. واستمر علهان نهفان يحكم مع ابنه شاعر أوتر حتى حوالي العام 200م، حيث توفى وانتقل عرش سبأ إلى ابنه وشريكه في الحكم  شاعر أوتر.
يُعد علهان كأبيه يريم أيمن من دهاة السياسة ودهاقنتها، وكان فعالاً في عصر خمسة من ملوك سبأ، هم: (وهب إل يحز، وكرب إيل وتر يهنعم الثاني، ويريم أيمن، وأنمار يهأمن، ورب شمس نمران)، كما عاصر اثنين من ملوك سبأ وذي ريدان (ذمار علي يهبر، وثأران يعب يهنعم)، ويملك سيرة سياسية طويلة. وأول ظهور لأسمه كان في منتصف القرن الثاني الميلادي، حيث ذكر اسمه إلى جانب والده يريم أيمن وعمه بنو أوسلة في صف الملك وهب إل يحز وضد بني ذي ريدان وملكهم ذمار علي يهبر (النقش: Ja 561bis)، وفي النقش الآنف الذِّكر ورد اسم علهان دون اللقب نهفان، والسبب يعود إلى أنه آنذاك لم يزل شاباً ولم يبلغ منصبًا يؤهله لحمل لقب.
في عهد الملك كرب إيل وتر يهنعم الثاني كان علهان نفهان قد بلغ سنًا ناضجًا ومكانة عالية في عشيرته، فهو في نقوش تلك الفترة أحد أمراء حاشد من همدان إلى جانب عمه بارج يهرحب.وفي عهد رب شمس بن نمران كان علهان كبير حاشد وأحد الجنرالات العسكرية،وفي تلك الفترة شن ثأران ملك ذو ريدان حرباً على المدن السبئية، إلا أن السبئيين ردوا تلك الغارات، وتوغلوا في أرض بني ذي ريدان، وضموا أجزاء منها. وفي النص (جبل كنن 2017-1): يقدم الأمير علهان نهفان قربان للآلهة بعد عودته من مهام حربية ناجحة خاضها برفقة رب شمس بن نمران ملك سبأ وذو ريدان وجيش سبأ ضد جيش حمير وثأران ذي ريدان.وفي عهد الملك رب شمس نمران نرى علهان نهفان ينتسب إلى الأسرة الأميرية بتع من حملان - أمراء إتحاد سمعي، ومن المرجح أن اندماجه ضمن سلالة بني بتع كان مكافأة لمشاركته إلى جانب رب شمس نمران، خاصة في ساحة المعركة، وتمهيداً لنقل العرش إليه عن طريق الميراث بعد الملك رب شمس نمران.
بعد وفاة رب شمس بن نمران آلت دولة سبأ إلى علهان نهفان، والذي لم يلبث أن أشرك أبنه شاعر أوتر معه في الحكم في عام 190م بحسب رأي "يوري كوبيشانوف".وفي عهدهما عادوا إلى اللقب (ملك سبأ)، وذلك يعكس نكسة تعرض لها السبئيون. في مقابل توسع معاصرهما الملك (ثأران يعب يهنعم) ملك سبأ وذي ريدان، وتفوقه عليهما. وفي خِضم توسع ثأران والريدانيين على حساب الأرض السبئية، كان لابد لـ"علهان نهفان" وابنه شاعر أوتر من السعي لعقد معاهدات ومحالفات مع الحكومات والقبائل ضد حمير، ويشير النص (Nāmī NN 19) إلى اتفاق وتحالف أبرمة علهان نفهان وابنه شاعر أوتر مع ملك حضرموت "يدع إيل بين" في موضع ذات غيل.كما يشير النقش (MB 2004 I-69; MB 2004 I-75) المدون على مدخل بوابة علهان نهفان في معبد أوام إلى تحالف الملك علهان نهفان وابنه شاعر أوتر مع ملك حضرموت (يدع إيل بين) ضد الملك الريداني ثأران يعب يهنعم. ثم تجدد الحلف بين علهان وشاعر أوتر وحضرموت في عهد ملكها (يدع أب غيلان) الذي خلف "يدع إيل بين".ولكن هذا التحالف الثنائي لم يستطيع صد (ثأران يعب يهنعم)، فاتجه علهان وابنه شاعر أوتر بعقد اتفاق خارجي يضمن لهما الاستمرار في الحكم، وأبرما تحالفاً مع (جدرت) ملك أكسوم، في محاولة منهما لصد التوسع الحميري الهائل في أرض مملكة سبأ (النقش: CIH 308).
كانت أهداف دول الحلف الثلاثي تحقيق مصالح في اليمن ضد بني ذي ريدان (حمير). وهكذا زحفت جيوش الحلف في عهد ثأران يهنعم على أراضي حمير من الشمال والشرق والجنوب، حيث نرى جيش حضرموت يحارب الحميريين إلى جانب الجيش السبئي،كما زحفت قوات سبأ والأحباش على قبيلة خولان التي استنصرت بالحميريين إلا ان ضغط قوات الحلف الثلاثي على حمير حال دون تقديم مساعدة لخولان، مما اضطرهم للاستسلام. وبعد مواجهات عسكرية اندحر الحميريين، فتحققت اهداف الحلف، فسيطرت حضرموت على ردمان، وغدت جار لكل من سبأ وذي ريدان (حمير) في الهضبة اليمنية. أما الحبشة فقد سيطرت على أجزاء من تهامة ما بين نجران وعدن. كما استعادت سبأ بعض أراضيها التي استحوذت عليها حمير وبخاصة الرحبة.

## مزاعم الأخباريون
ذكر أبو محمد الهمداني أن علهان اسم ملك، وهو الكاتب لأهل اليمن إلى يوسف بن يعقوب بمصر في الميرة، لما انقطع الطعام عن أهل الجزيرة العربية.مما يدل على أن اسمه وصل للإخباريين فنسجت حول "علهان" الأساطير على عادتهم في ربط الشخصيات والقبائل العربية بعلاقات أسطورية مع الأنبياء الواردين في القرآن. وتنقض الآثار ما يقال من أن " علهان" كان معاصراً ليوسف، فهو ملك معلوم حكم في أواخر القرن الثاني الميلادي وفقاً للنصوص المؤرخة. وقد أدى سوء فهم أبو محمد الهمداني في قراءة المسند إلى أن جعل "علهان" اسمًا، و"نهفان" اسم شقيقه. مخالف في ذلك عبيد بن شرية وقدماء الأخباريون الذين أوردوا الاسم مركبا "علهان نهفان" كما هو في الأدلة الأركيولوجية. إلا أنه تدارك ذلك في موضع آخر، وذكر الاسم صحيحًا، ولكنه علق عليه بقوله: "«إنما قالوا علهان نهفان، فجعلوه اسمًا واحدًا؛ لما سمعوه فيهما من قول تبع».
لم يتوقف الهمداني عند ذلك، فسوء قراءته للمسند، جعلته يحرف الأنساب التي وصلته عن ابن الكلبي وقدماء النسابة المعتمدين على المصادر الشفوية، وزاد وأضاف مما قراءة في المسند على الأنساب، فصير علهان ونهفان ابنين لبتع بن زيد بن عمرو بن همدان. والصحيح أن والد علهان هو يريم أيمن كما في الأدلة الأركيولوجية، وأما الاسم المخترع، فقد جاء به من عنده بسبب عدم فهمه لقراءة نصوص المسند. فقد وردت في النصوص الأركيولوجية جملة "علهن نهفن بن بتع وهمدان"،فظن الهمداني وهو يحسن قراءة حروف وكلمات المسند، إلا أنه لم يفهم معاني الألفاظ والجمل، أن لفظ "بن" تعني هنا "ابن"، فقال: إن اسم والد "علهان" و"نهفان" على زعمه هو "بتع". على حين أن الصحيح، أن "بن" هي حرف جر يقابل "من" في عربيتنا، ويكون تفسير النص: "علهان نهفان من بتع وهمدان" و"بتع" اسم قبيلة من القبائل المعروفة المشهورة. وكان انتساب علهان نهفان إلى بني بتع في زمن الملك رب شمس نمران البتعي تمهيداً لنقل العرش إليه عن طريق الميراث. وانتساب علهان نهفان إلى بتع، لم يفعله أبيه ولا عمه ولا جده، إنما هو أمراً استحدثته الظروف لعلهان نهفان وذريته من بعده.